# Eilema phaeopera
Espèce
Eilema phaeopera est une espèce de lépidoptères (papillons) de la famille des Erebidae et de la sous-famille des Arctiinae. Elle a été décrite par Hampson en 1900. On la trouve au Mozambique et en Afrique du Sud.